# 塞赫麦特雕像 (皇家安大略博物馆)

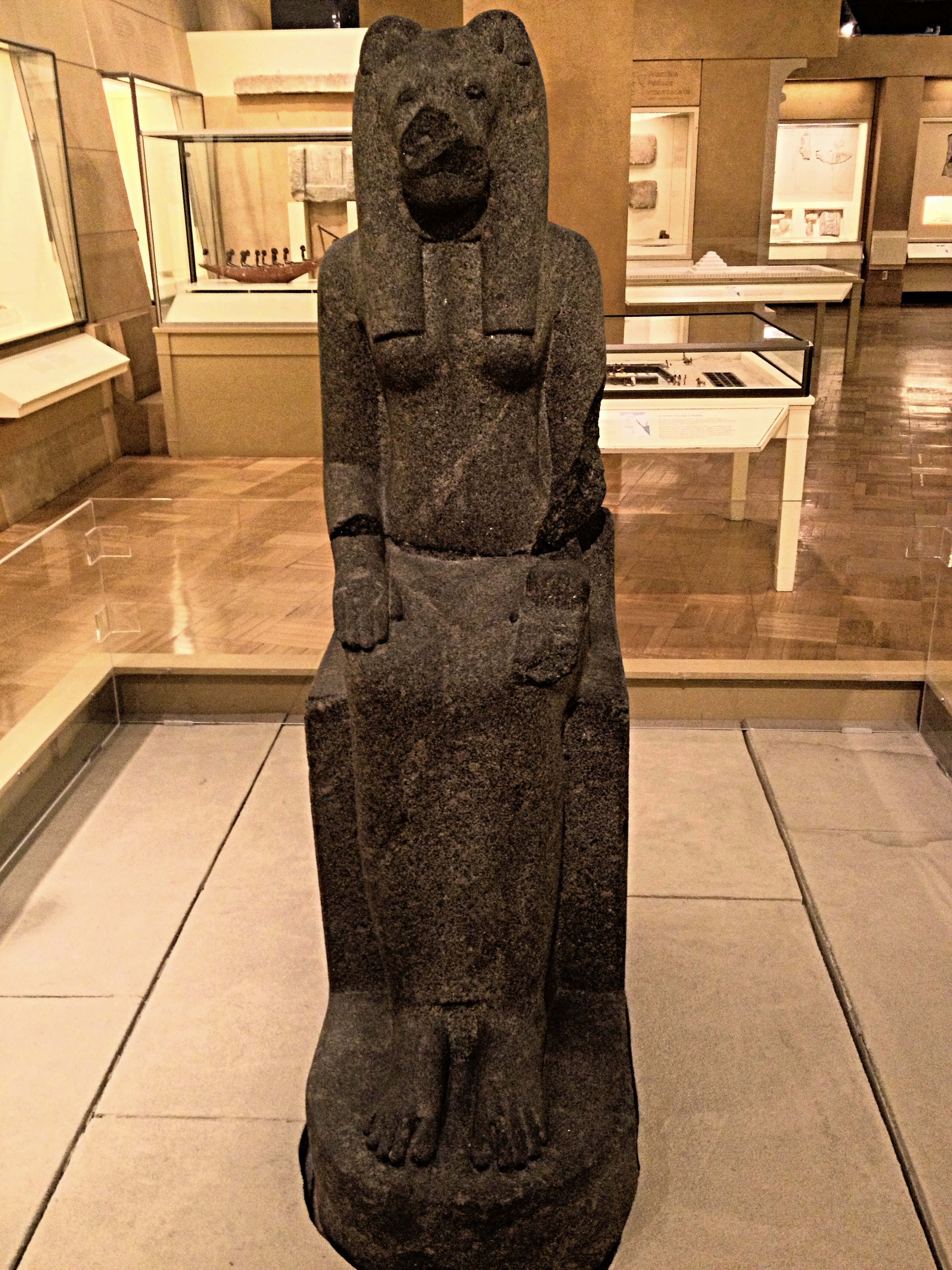
塞赫麦特雕像，位于皇家安大略博物馆的埃及展厅。

塞赫麦特雕像/ˈsɛkˌmɛt/ 目前收藏在皇家安大略博物馆的古埃及展厅中，是一尊真人大小的古埃及雕像。她的名字源自埃及语“sekhem”（意思是“力量”或“力量”），通常被翻译为“强大的人”。 塞赫麦特被描绘成一位长着母狮头的女人，有时它的头顶还有着太阳圆盘和圣蛇。她是古埃及的战争女神，被认为是玛阿特（平衡或正义）和埃及人民的保护者。除此之外，她还与医学和治疗联系在一起，在古埃及，她的祭司通常以训练有素、才华横溢的医生和外科医生来担任。 
在路易斯·霍利·斯通慈善信托基金的支持下，皇家安大略博物馆获得了这尊著名的雕像。该雕像的历史可以追溯到公元前1360年左右的古埃及新王国第18王朝，即图坦卡蒙国王的祖父阿蒙霍特普三世统治时期。据推测，这尊雕像原来被放置在埃及卡纳克神庙的穆特神庙中。穆特神庙还拥有其他众多的塞赫麦特雕像，它们的数量可能超过600座。塞赫麦特雕像通常右手握着一朵莲花（象征上埃及、太阳、创造和重生），左手握着安卡（也称为生命之匙，象征永生）。 皇家安大略博物馆收藏的这尊雕像由抛光后的花岗岩雕刻而成，呈坐姿，仅左手握着一个安卡，右手没有莲花，高度约184厘米。
这尊雕像位于皇家安大略博物馆3层的埃及展厅。皇家安大略博物馆收藏了约25000件埃及文物，并展出了其中的大约2000件。除安大略博物馆外，世界上许多著名的博物馆也收藏有塞赫麦特的雕像，其中以大英博物馆最多，达到了三十多尊。